# Климасенко, Леонид Сергеевич
Леони́д Серге́евич Климасе́нко (22 февраля 1909 года, станица Привольная Каневского района Краснодарского края — 14 ноября 1974 года, г. Новокузнецк, Кемеровской области) — директор Западно-Сибирского металлургического комбината. Герой Социалистического Труда.

## Биография
Леонид Сергеевич работал учеником слесаря, трактористом. с 1926 по 1928 учился в Харьковском педагогическом техникуме. Закончил Московский индустриально-педагогический институт в 1932, работал мастером, завучем, директором ФЗУ КМК в Новокузнецке, работал на КМК с 1935 года подручным сталевара, сталеваром, начальником смены, начальником цеха, главным сталеплавильщиком, заместителем директора по сталеплавильному производству, в Кемеровском совнархозе.
С 1962 по 1974 — директор Западно-Сибирского металлургического завода.
Решением Новокузнецкого городского Совета народных депутатов от 29.06.2004 г. № 48 присвоено звание «Почетный гражданин города Новокузнецка». Похоронен на Редаковском кладбище.
Именем Климасенко названа улица в Заводском районе Новокузнецка.
Бюст Климасенко установлен на аллее перед Кузнецким индустриальным техникумом в Заводском районе города Новокузнецка.

## Награды
- Герой Социалистического Труда (1958)
- Три ордена Ленина
- Орден Октябрьской Революции
- Орден Отечественной войны II степени
- Орден Красной Звезды
- Орден «Знак Почёта»

## Избранная библиография
- Климасенко Л. С. Западно-Сибирскому металлургическому заводу — 10 лет. — Сталь, 1974, № 10 ©, с. 873—875.
- Климасенко, Л. С. и Михайлец, Н. С. Раскисление кипящей стали ферромарганцем в ковше. Сборник трудов Кузнецкого межобл. правления Науч.-техн. о-ва чёрной металлургии, т. 1, 1955, с. 19-35. — В огл. 1-й авт: М [!] С. Климасенко.
- Инжекция воздуха в кессоны головок мартеновских печей. Сталь, 1956, № 5, с. 462—465. — Авт: Л. С. Климасенко, М. Я. Меджибожский, Е. И. Корочкин [и др.].
- Климасенко, Л. С. Усовершенствование технологии разливки стали. [Доклад на Всесоюз. совещании сталеплавильщиков. Март-апр. 1955 г.] Труды Науч.-техн. о-ва чёрной металлургии, т. 9, 1956, с. 85-91.
- Пути повышения производительности сталеплавильных цехов. [Доклады на Всесоюз. совещании сталеплавильщиков: Е. И. Дикштейн; Л. С. Климасенко; Я. А. Щнееров и А. Г. Котин]. Труды Науч.-техн. о-ва чёрной металлургии, т. 18, 1957, с. 454—474.
- Климасенко, Л. С. Сталь кузнецкая. [К 30-летию Кузнецкого металлургич. комбината]. Металлург, 1962, № 4, с. 15-17.
- Климасенко, Л. С., Соколов, И. А. и Ботнев, Е. Я. Опыт разливки стали из двухстопорных ковшей с дистанционным управлением стопорами. [Кузнецкий металлургич. комбинат]. Металлург, 1962, № 4, с. 21-23.
- Климасенко, Л. С. и Фоминых, В. И. Новый металлургический гигант на востоке страны. [Зап.-Сиб. металлургич. завод]. Металлург, 1964, № 4, с. 3—5.
- Передел маломарганцовистого чугуна в 100-т кислородных конвертерах. — Сталь, 1970, № 3, с. 218—221. Библиогр.: 5 назв. Авт.: Л. А. Смирнов, Л. С. Климасенко, С. А. Донской [и др.]